# Autriche aux Jeux olympiques d'été de 1952
L'équipe olympique d'Autriche participe aux Jeux olympiques d'été de 1952 à Helsinki. Elle y remporte deux médailles : une en argent et une en bronze, se situant à la trente-deuxième place des nations au tableau des médailles. L'athlète Willi Welt est le porte-drapeau d'une délégation autrichienne comptant 112 sportifs (92 hommes et 21 femmes).

## Tous les médaillés
| Sport                  | Discipline                        | Sportifs          |
| Médailles d'argent : 1 |                                   |                   |
| Canoë-kayak            | 500 mètres kayak monoplace femmes | Gertrude Liebhart |

| Sport                   | Discipline                        | Sportifs                           |
| Médailles de bronze : 1 |                                   |                                    |
| Canoë-kayak             | 1 000 mètres kayak biplace hommes | Maximilian Raub Herbert Wiedermann |